# موهیکان

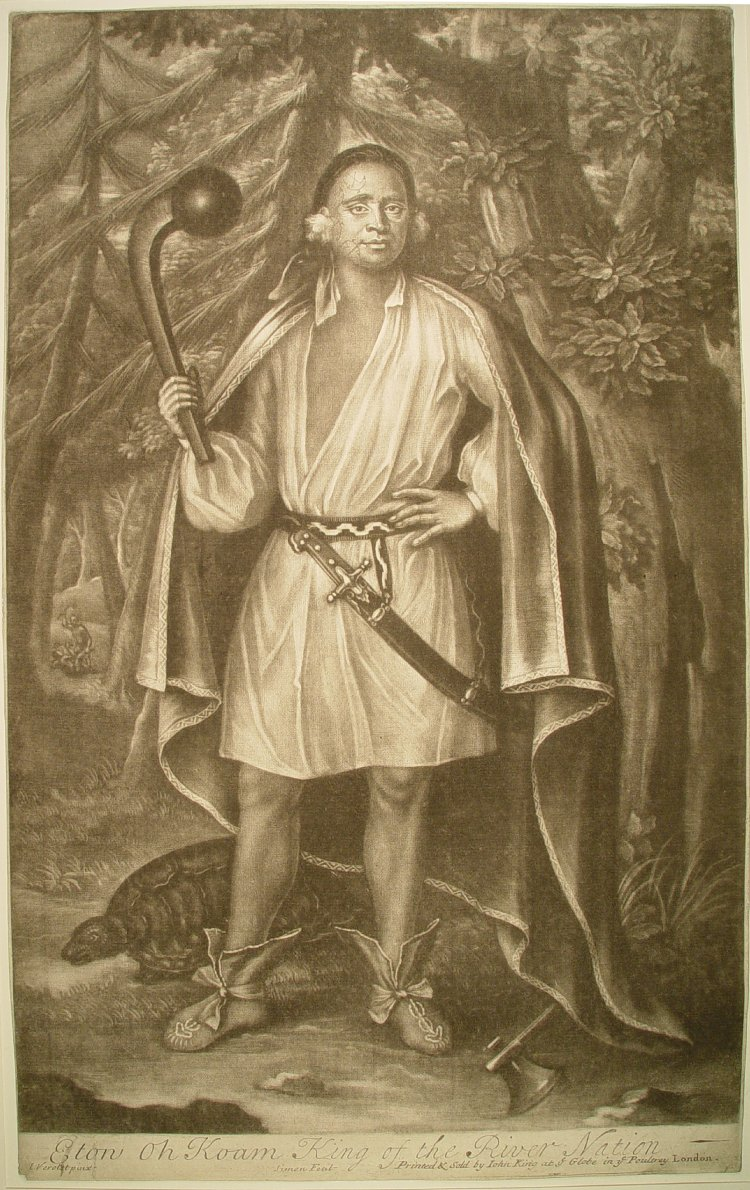
فردی از قبیله موهیکان یا ماهیکان

موهیکان یا ماهیکان (به انگلیسی: The Mahican or Mohican، به زبان موهیکان: Muhhekunneuw) یک قبیله بومی در شرق ایالات متحده آمریکا است که در اصل مقیم دره رودخانه هادسون (اطراف آلبانی، نیویورک) هستند. بعد از سال ۱۶۸۰ بسیاری از آن‌ها به استوک‌بریج ماساچوست رفتند. بعد از تشکیل دولت مستقل ایالات متحده، و در دورانی که دولت آمریکا سیاست «حذف سرخپوستان» را دنبال می کرد، بیشتر نژاد موهیکان طی سال‌های ۱۸۲۰ تا ۱۸۳۰ از سرزمین آباو اجدادی خویش آواره شده، و به سمت غرب، به شمال‌شرقی ویسکانسین مهاجرت کردند.
امروزه، این مردم، حدود ۸۰ کیلومتری شمالغرب شهر گرین‌بی، در همسایگی مردم منامنی ساکن هستند.